# Голубой трамвай
Голубо́й трамва́й (кат. Tramvia Blau) — трамвайная линия в Барселоне.
Линия Голубого трамвая связывает 7-ю линию Барселонского метрополитена с фуникулёром Тибидабо, являясь частью туристического маршрута из центра города на его высшую точку. Длина линии составляет 1 276 м, а перепад высот — 93 м.
Линия построена в 1901 году, в 1922 и 1958 годах маршрут незначительно менялся. В отличие от двух других трамвайных систем: Trambaix и Trambesòs, Голубой трамвай применяется в основном для перевозки туристов, на линии используются трамваи старого типа. Ширина колеи — 1 435 мм.